# Собченко, Артём Юрьевич
Артём Ю́рьевич Со́бченко (укр. Артем Юрійович Собченко; 17 февраля 1992, Дмитровка — 1 марта 2023, Бахмут) — украинский военнослужащий, младший сержант, участник российско-украинской войны. Герой Украины (15 июля 2024, посмертно).

## Биография
Родился 17 февраля 1992 года в селе Дмитровка Николаевской области. В школьные годы дважды участвовал в первенстве Украины по военно-спортивному семиборью, одержал победу в командном кроссе. Получил первый разряд в военно-спортивных многоборьях.
После окончания школы получал специальность электромонтёра в одном из николаевских лицеев. После его завершения прошёл срочную службу в рядах Вооружённых Сил Украины; демобилизовался в звании младшего сержанта.
В 2014 году добровольно встал на защиту Украины, участвовал в АТО на востоке Украины. Участвовал в боях у Водяного и Мариуполя. После демобилизации заключил контракт с ВСУ и снова вернулся на восток страны.
С первых дней российского вторжения в Украину добровольно встал на защиту страны в составе 77 ОАэмбр, воевал под Херсоном и Мариуполем. Впоследствии окончил курсы и стал боевым медиком, спасал раненых бойцов под Марьинкой, Бахмутом. Под Соледаром в одном из тяжёлых боев ему удалось извлечь из-под завалов 15 раненых побратимов, а сам с ранениями попал в госпиталь.
Погиб 1 марта 2023 года около Бахмута на Донетчине в результате артиллерийских обстрелов.
Похоронен в селе Елизаветовка Николаевского района Николаевской области.
Остались родители, брат, сын и родные.

## Награды
- Звание «Герой Украины» с удостоением ордена «Золотая Звезда» (15 июля 2024, посмертно) — за личное мужество и героизм, проявленные в защите государственного суверенитета и территориальной целостности Украины, верность военной присяге[3].
- Орден «За мужество» III степени (28 сентября 2023, посмертно) — за личное мужество и самоотверженные действия, проявленные в защите государственного суверенитета и территориальной целостности Украины, верность военной присяге[4].